# Tirza Wisse
Tirza Wisse (Wieringerwaard, 12 februari 2004) is een Nederlands wielrenster.

## Carrière
In 2025 werd Wisse prof bij VolkerWessels, na eerder al stage te hebben gelopen bij de ploeg. Haar eerste wedstrijdkilometers dat seizoen maakte ze in Le Samyn, waar ze op plek 67 eindigde. Later die maand werd ze zeventigste in de Midwest Cycling Classic, waar haar ploeggenote Scarlett Souren won.

## Ploegen
- 2024 –  VolkerWessels Women's Pro Cycling Team (stagiair vanaf 1 augustus)
- 2025 –  VolkerWessels Women's Pro Cycling Team

Beuling · Van Bokhoven · Demey · Dijkstra · Van Helvoirt · Jansen · Knijnenburg · Meert · Molenaar · Poland · A. van Rooijen · S. van Rooijen · Schoens · Souren · Stultiens · Vanhove · Vanpachtenbeke · Wisse (stagiair)
Beuling · Boogaard · Demey · Dijkstra · van Helvoirt · Jansen · Knijnenburg · Meert · Molenaar · Poland · Rijnbeek · van Rooijen · Schoens · Souren · Stultiens · Uneken · Vanpachtenbeke · Vollering · Wisse